# Bleiblerville
Bleiblerville è una comunità non incorporata degli Stati Uniti situata nella contea di Austin dello stato del Texas.

## Geografia
La comunità è situata a 30°00′29″N 96°26′51″W (nella parte nord-occidentale della contea), ed è attraversata dalla FM 2502 ad una distanza di 3,4 miglia (5,5 km) a nord-ovest di Nelsonville, 12,1 miglia (19,5 km) a nord-ovest di Bellville, e 4 miglia (6 km) a nord-est di Industry.